# Убиті блискавкою
«Убиті блискавкою» — фантастичний кінофільм режисера Євгенія Юфіта. Плід спільних зусиль продюсерів Сєльянова і Каленова. Ремінісценція творів Едгара Аллана По.

## Зміст
Жінка-антрополог досліджує коріння людської еволюції. Психічна травма дитинства, викликана загибеллю батька, командира підводного човна, у Другій світовій війні, періодично дестабілізує її стан. Фантоми доісторичного минулого і насильницької смерті батька, стикаючись у підсвідомості вченої, народжують несподівану теорію походження людини.

## Ролі
- Олександр Анікеєнко
- Олександр Маскалін
- Вера Новикова
- Ольга Семенова
- Олена Симонова

## Цікаві факти
- Прем'єра фільму відбулася 27 червня 2002 року, а світова прем'єра 18 лютого 2006 року.